# Jemeppe-sur-Sambre
Jemeppe-sur-Sambrelà một đô thị ở tỉnh Namur. Tại thời điểm ngày 1 tháng 1 năm 2006, đô thị này có dân số 17.990 người. Tổng diện tích là 46,80 km², với mật độ dân số 384 người trên mỗi km².
Grotte de Spy tọa lạc đô thị này, gần làng Spy.